# Lucina Hagman
Lucina Hagman   (Kälviä, 5 de juny de 1853 - Hèlsinki, 6 de setembre de 1946) fou una feminista finlandesa, primera primera ministra del món, elegida el 1907 en les eleccions parlamentàries finlandeses.

## Biografia
Hagman era filla del mestre policial rural de Kälviä Nils Johan Erik Hagman, i de Margareta Sofia Nordman.
Era germana de l'educadora Sofia Hagman i de l'escriptor Tycho Hagman. Treballà com a professora i Jean Sibelius podria ser l'alumne més famós que va estudiar a la seua escola. Lucina fou una activista feminista en el Parlament, del 1907 al 1917.
De 200 diputats triats al 1907 19 eren dones: Lucina Hagman, Miina Sillanpää, Anni Huotari, Hilja Pärssinen, Hedvig Gebhard, Anada Aalle, Mimmi Kanervo, Eveliina Ala-Kulju, Hilda Käkikoski, Liisi Kivioja, Sandra Lehtinen, Dagmar Neovius, Maria Raunio, Alexandra Gripenberg, Ida Vemmelpuu, Maria Laine, Jenny Nuotio i Hilma Räsänen.
Hagman fundà l'organització Martha, i fou la primera delegada de la Unioni, La Lliga de Feministes finlandeses, a més a més de ser una activista en el moviment pacifista. També escrigué una biografia sobre Fredrika Bremer.